# Ширяев, Сергей Александрович
Серге́й Алекса́ндрович Ширя́ев (1898 — 2 ноября 1917) — солдат 56-го пехотного запасного полка.

## Биография
Сергей Александрович Ширяев родился в Москве. Родители, тульские крестьяне, приехали в 1897 году в Москву на заработки.
Жил в Большом Ново-Песковском переулке на Пресне около Горбатого моста. В семье было 8 детей. Отец умер, когда Сергею было 12 лет. Работал конторщиком в трамвайном управлении. В феврале 1917 года его досрочно призвали в армию, в 56-й полк.
Накануне октябрьских боёв в Москве солдаты части приняли резолюцию о переходе власти в руки Советов.
Ширяев участвовал с 29 октября по 1 ноября в боях с юнкерами за почтамт и главный телеграф на Мясницкой улице. Во время последнего штурма утром 1 ноября Сергей был смертельно ранен.
Похоронен у Кремлёвской стены.